# Estádio Nacional do Chiazi
Estádio Nacional do Chiazi je multifunkční stadion v Cabindě v Angole. Byl dokončen v roce 2010. Stadion byl používán pro fotbalové zápasy v soutěži Africký pohár národů 2010. Stadion má kapacitu pro 25 000 lidí.